# يغو سكينيي
يغو سكينيي (باليابانية: 関根 永悟) (مواليد 11 سبتمبر 1981)، هو لاعب كرة قدم ياباني سابق كان يلعب كمدافع.

## وصلات خارجية
- يغو سكينيي على موقع رابطة كرة القدم اليابانية للمحترفين (اليابانية)
- يغو سكينيي على موقع قاعدة بيانات كرة القدم.إي يو (الإنجليزية)
- يغو سكينيي على موقع Soccerway.com (الإنجليزية)